# Психично явление
Психичното явление е външната проява на психичните процеси. Изследването на психичните процеси в тяхната същност може да се анализира като се наблюдават техните външни прояви – психичните явления, както и чрез вътрешен самоанализ на хората като само-осъзнати същества.
Едно от тези явления е познавателната способност или когнитивност – способността на обучаемия да разбира и открива смисъла от извършването на определени дейности като четене, преглед или наблюдение.